# 1-ша армія (РСЧА)
1-ша армія — оперативне об'єднання у складі РСЧА під час Громадянської війни в Росії. Створювалася двічі — у березні та у червні 1918 року. 1-ша армія другого формування проіснувала до січня 1921 року.

## Історія
Уперше була сформована як 1-ша революційна армія на півдні України (Бірзула) із розрізнених червоногвардійських загонів у березні 1918 року. Армія налічувала близько 30 тисяч бійців, але під натиском німецьких військ без великих боїв відійшла на територію Радянської Росії, де і була ліквідована. Командували армією П. В Єгоров та С. Л. Козюра.
Удруге сформована наказом командування Східного фронту 19 червня 1918 року на сибірському напрямі. Армія у важких боях захопила Симбірськ, Сизрань, Самару, Оренбург. У 1919 році армія брала участь у розгромі армії адмірала О. В. Колчака. Із 15 серпня 1919 року входила у склад Туркестанського фронту, брала участь у захопленні більшовиками Середньої Азії. Розформована у січні 1921 року.

## Командувачі армії
- О. І. Харченко (19 — 28 червня 1918; утік до білих);
- М. М. Тухачевський (28 червня 1918 — 4 січня 1919);
- Г. Д. Гай (4 січня — 25 травня 1919);
- Г. В. Зінов'єв (25 травня 1919 — 12 жовтня 1920);
- П. О. Захаров (жовтень — грудень 1920);
- І. Ф. Блажевич (січень 1921).

Членами Реввійськради армії були, зокрема, Валеріан Куйбишев￼, Шалва Еліава та Петро Баранов.